# Championnat de Djibouti de football 2013-2014
Navigation
Edition précédente Edition suivante
La saison 2013-2014 du Championnat de Djibouti de football est la 24e édition du championnat de première division nationale. Les dix clubs engagés sont regroupés au sein d'une poule unique où ils s'affrontent à deux reprises au cours de la saison. À l'issue du championnat, les deux derniers du classement final sont relégués et remplacés par les deux meilleurs clubs de Division 2.
C'est l'AS Ali Sabieh, tenant du titre, qui remporte à nouveau la compétition cette saison après avoir terminé en tête du classement final, avec sept points d'avance sur le club de la Garde Républicaine et dix-sept sur l'AS Port. Il s'agit du troisième titre de champion de Djibouti de l'histoire du club.

## Participants
- AS Ali Sabieh
- AS Port
- AS Compagnie Djibouti-Éthiopie
- Garde Républicaine FC
- AS Tadjourah
- Université de Djibouti FC - Promu de Division 2
- Arhiba FC
- AS Gendarmerie Nationale
- ONEAD/Horizon Djibouti - Promu de Division 2
- Dikhil Football Club

## Compétition

### Classement
Le classement est établi sur le barème de points classique (victoire à 3 points, match nul à 1, défaite à 0). Pour départager les égalités, on tient d'abord compte de la différence de buts générale, puis du nombre de buts marqués, puis des confrontations directes.
| Rang | Équipe                         | Pts | J  | G  | N | P  | Bp | Bc | Diff |
| ---- | ------------------------------ | --- | -- | -- | - | -- | -- | -- | ---- |
| 1    | AS Ali SabiehT                 | 49  | 18 | 16 | 1 | 1  | 53 | 8  | +45  |
| 2    | Garde Républicaine FC          | 42  | 18 | 13 | 3 | 2  | 56 | 18 | +38  |
| 3    | AS Port                        | 32  | 18 | 9  | 5 | 4  | 35 | 13 | +22  |
| 4    | Dikhil Football Club           | 29  | 18 | 8  | 5 | 5  | 32 | 20 | +12  |
| 5    | AS Gendarmerie Nationale       | 27  | 18 | 8  | 3 | 7  | 26 | 22 | +4   |
| 6    | AS TadjourahC                  | 22  | 18 | 6  | 4 | 8  | 31 | 30 | +1   |
| 7    | AS Compagnie Djibouti-Éthiopie | 22  | 18 | 6  | 4 | 8  | 23 | 27 | -4   |
| 8    | ONEAD/Horizon DjiboutiP        | 20  | 18 | 6  | 2 | 10 | 19 | 35 | -16  |
| 9    | Université de Djibouti FCP     | 11  | 18 | 3  | 2 | 13 | 22 | 50 | -28  |
| 10   | Arhiba FC                      | 1   | 18 | 0  | 1 | 17 | 11 | 85 | -74  |

|  | Qualification pour la Coupe Kagame inter-club 2015                                |
|  | Relégation en Division 2                                                          |
|  | T : Tenant du titre C : Vainqueur de la Coupe de Djibouti P : Promu de Division 2 |

## Bilan de la saison
| Championnat de Djibouti de football 2013-2014 |                           |
| Champion                                      | AS Ali Sabieh (3e titre)  |
| Coupes et trophées                            |                           |
| Vainqueur de la Coupe de Djibouti 2013-2014   | AS Tadjourah              |
| Qualifications continentales                  |                           |
| Ligue des champions de la CAF 2015            | Aucun                     |
| Coupe de la confédération 2015                | Aucun                     |
| Coupe Kagame inter-club 2015                  | AS Ali Sabieh             |
| Promotions et relégations                     |                           |
| Promus en Division 1                          | Hôpital de Balbala FC     |
| Promus en Division 1                          | Association Jeunes Jago   |
| Relégués en Division 2                        | Université de Djibouti FC |
| Relégués en Division 2                        | Arhiba FC                 |